# Neriene litigiosa
Neriene litigiosa es una especie de araña araneomorfa del género Neriene, familia Linyphiidae. Fue descrita científicamente por Keyserling en 1886.
Habita en Norteamérica. Introducido a China.